# Unione Sportiva Pro Vercelli 1930-1931
Questa voce raccoglie le informazioni riguardanti l'Unione Sportiva Pro Vercelli nelle competizioni ufficiali della stagione 1930-1931.

## Stagione
Nella stagione 1930-1931 la Pro Vercelli disputa il secondo campionato di Serie A a girone unico, raccoglie 33 punti con il decimo posto finale, un andamento fotocopia della stagione scorsa. Allenata dal confermato tecnico ungherese József Nagy, nel girone di andata mette insieme 15 punti, fa meglio nel girone di ritorno ottenendo un bottino di 18 punti. Con 13 reti firmate il diciottenne, sempre più convincente Silvio Piola risulta il miglior finalizzatore dei vercellesi. Lo scudetto è stato vinto dalla Juventus con 55 punti, al secondo posto la Roma con 51 punti. Curiosità di stagione, la Pro Vercelli realizza 60 reti, vantando il quinto attacco del campionato, ma ne subisce altrettante 60 reti nelle 34 gare giocate.

## Rosa
| N. |                   | Ruolo | Calciatore            |
| -- | ----------------- | ----- | --------------------- |
|    | Italia (bandiera) | P     | Egidio Scansetti      |
|    | Italia (bandiera) | D     | Achille Dellarole (I) |
|    | Italia (bandiera) | D     | Germano Lanino        |
|    | Italia (bandiera) | D     | Mario Zanello         |
|    | Italia (bandiera) | C     | Mario Ardissone       |
|    | Italia (bandiera) | C     | Luigi Bajardi (I)     |
|    | Italia (bandiera) | C     | Luigi Caligaris       |
|    | Italia (bandiera) | C     | Luciano Degara        |
|    | Italia (bandiera) | C     | Teobaldo Depetrini    |
|    | Italia (bandiera) | C     | Mario Ferraris (I)    |

| N. |                   | Ruolo | Calciatore              |
| -- | ----------------- | ----- | ----------------------- |
|    | Italia (bandiera) | C     | Gaudenzio Nazario       |
|    | Italia (bandiera) | C     | Gino Pensotti           |
|    | Italia (bandiera) | C     | Pietro Perotti          |
|    | Italia (bandiera) | C     | Elia Piazzano           |
|    | Italia (bandiera) | A     | Luigi Casalino          |
|    | Italia (bandiera) | A     | Pietro Ferraris (II)    |
|    | Italia (bandiera) | A     | Alfredo Gatti           |
|    | Italia (bandiera) | A     | Silvio Piola            |
|    | Italia (bandiera) | A     | Ferdinando Santagostino |
|    | Italia (bandiera) | A     | Giuseppe Seccatore      |

## Risultati

### Campionato di Serie A

#### Girone di andata
| Arbitro: | Tassinari (Firenze) |

|              |           |  |
| Sallustro 8’ | Marcatori |  |

| Arbitro: | Lenti (Genova) |

|               |           |            |
| Seccatore 89’ | Marcatori | 25’ Meazza |

| Arbitro: | Scarpi (Dolo) |

|               |           |                         |
| Cidri 7’, 69’ | Marcatori | 59’ Ardissone 69’ Gatti |

| Arbitro: | Caironi (Milano) |

|                 |           |                                   |
| P. Ferraris 76’ | Marcatori | 9’ Vecchina 24’ Munerati 27’ Orsi |

| Arbitro: | Barlassina (Novara) |

|  |           |              |
|  | Marcatori | 70’ Casalino |

| Arbitro: | Scorzoni (Bologna) |

|                                    |           |  |
| Piola 21’ Gatti 53’ L. Bajardi 66’ | Marcatori |  |

| Arbitro: | Dani (Genova) |

|  |           |                                  |
|  | Marcatori | 17’ Torriani 20’ G. Santagostino |

| Arbitro: | Melandri (Genova) |

|                            |           |                 |
| Lessi 5’ Corsetti 21’, 30’ | Marcatori | 45’ P. Ferraris |

| Arbitro: | Barlassina (Novara) |

|                                  |           |                              |
| Demarchi 5’ (rig.) Montiglio 12’ | Marcatori | 49’ Gatti 88’ (aut.) Roggero |

| Arbitro: | Garbieri (Genova) |

|  |           |                                             |
|  | Marcatori | 8’ Chini Ludueña 13’ Costantino 27’ Eusebio |

| Arbitro: | Malagodi (Ferrara) |

|           |           |  |
| Gatti 75’ | Marcatori |  |

| Arbitro: | Lenti (Genova) |

|              |           |                                          |
| Lombatti 87’ | Marcatori | 21’ P. Ferraris 28’ Seccatore 85’ Degara |

| Arbitro: | Turbiani (Ferrara) |

|             |           |  |
| Stabile 82’ | Marcatori |  |

| Arbitro: | Sani (Ferrara) |

|                    |           |                               |
| Seccatore 58’, 74’ | Marcatori | 44’ Castellani 57’ De Manzano |

| Arbitro: | Malagodi (Ferrara) |

|                |           |            |
| Piola 58’, 68’ | Marcatori | 29’ Grilli |

| Arbitro: | Rovida (Milano) |

|                             |           |                              |
| Scaltriti 3’ B. Bianchi 75’ | Marcatori | 13’ (rig.) Zanello 55’ Piola |

| Arbitro: | Lenti (Genova) |

|                                      |           |  |
| Fedullo 6’ Maini 73’ Della Valle 88’ | Marcatori |  |

#### Girone di ritorno
| Arbitro: | Caironi (Milano) |

|                                                                  |           |                            |
| Piola 37’, 60’, 76’ Zanello 38’ (rig.), 65’ (rig.) Seccatore 84’ | Marcatori | 41’, 45’ Vojak 74’ Tansini |

| Arbitro: | Gonani (Ravenna) |

|                                                                |           |           |
| Meazza 15’, 35’ U. Visentin 58’ Serantoni 60’, 63’ Mariani 65’ | Marcatori | 13’ Piola |

| Arbitro: | Mazzarini (Roma) |

|                                                                                       |           |  |
| Piola 2’, 53’ Zanello 8’, 80’ (rig.) P. Ferraris 47’, 49’ L. Bajardi 83’ Casalino 88’ | Marcatori |  |

| Arbitro: | Barlassina (Novara) |

|                                         |           |              |
| Orsi 40’ Vecchina 41’, 80’ Cesarini 55’ | Marcatori | 23’ Casalino |

| Arbitro: | Garbieri (Genova) |

|                                                                           |           |                       |
| F. Santagostino 5’, 54’ Gatti 10’, 22’ P. Ferraris 17’ Zanello 87’ (rig.) | Marcatori | 23’, 80’ Et. Banchero |

| Arbitro: | Dani (Genova) |

|              |           |                              |
| Nicolosi 72’ | Marcatori | 9’ Seccatore 86’ P. Ferraris |

| Arbitro: | Melandri (Genova) |

|                                   |           |                     |
| P. Arcari 56’ G. Santagostino 79’ | Marcatori | 14’ F. Santagostino |

| Arbitro: | U. Gama (Torino) |

|                                    |           |               |
| F. Santagostino 57’, 87’ Gatti 77’ | Marcatori | 85’ Bolognesi |

| Arbitro: | Barlassina (Novara) |

|             |           |            |
| Zanello 51’ | Marcatori | 44’ Boltri |

| Arbitro: | Bertoli (Vicenza) |

|                                                              |           |  |
| Costantino 20’, 29’ Volk 24’ Chini Ludueña 26’ Fasanelli 85’ | Marcatori |  |

| Arbitro: | Beretta (Novi Ligure) |

|            |           |  |
| Silano 30’ | Marcatori |  |

| Arbitro: | Guarnieri (Milano) |

|                                          |           |  |
| P. Ferraris 10’, 69’ F. Santagostino 43’ | Marcatori |  |

| Arbitro: | Zorzi (Belluno) |

|  |           |                  |
|  | Marcatori | 34’ El. Banchero |

| Arbitro: | Mastellari (Bologna) |

|                                             |           |                 |
| Castellani 64’ De Manzano 67’ Capitanio 74’ | Marcatori | 90+1’ Seccatore |

| Arbitro: | Pessato (Monfalcone) |

|                        |           |                    |
| Dusi 23’ Cazzaniga 62’ | Marcatori | 1’, 2’ P. Ferraris |

| Arbitro: | Ciamberlini (Genova) |

|                |           |  |
| Piola 63’, 65’ | Marcatori |  |

| Arbitro: | U. Gama (Milano) |

|                              |           |  |
| Piola 16’ Zanello 43’ (rig.) | Marcatori |  |

## Statistiche

### Statistiche di squadra
| Competizione | Punti | In casa | In casa | In casa | In casa | In casa | In casa | In trasferta | In trasferta | In trasferta | In trasferta | In trasferta | In trasferta | Totale | Totale | Totale | Totale | Totale | Totale | DR |
| Competizione | Punti | G       | V       | N       | P       | Gf      | Gs      | G            | V            | N            | P            | Gf           | Gs           | G      | V      | N      | P      | Gf     | Gs     | DR |
| ------------ | ----- | ------- | ------- | ------- | ------- | ------- | ------- | ------------ | ------------ | ------------ | ------------ | ------------ | ------------ | ------ | ------ | ------ | ------ | ------ | ------ | -- |
| Serie A      | 33    | 17      | 10      | 3       | 4       | 41      | 20      | 17           | 3            | 4            | 10           | 19           | 40           | 34     | 13     | 7      | 14     | 60     | 60     | 0  |

### Statistiche dei giocatori
| Giocatore       | Serie A  | Serie A |
| Giocatore       | Presenze | Reti    |
| --------------- | -------- | ------- |
| M. Ardissone    | 32       | 1       |
| L. Bajardi      | 34       | 2       |
| L. Caligaris    | 4        | 0       |
| L. Casalino     | 17       | 3       |
| L. Degara       | 6        | 1       |
| A. Dellarole    | 22       | 0       |
| T. Depetrini    | 4        | 0       |
| M. Ferraris     | 28       | 0       |
| P. Ferraris     | 30       | 11      |
| A. Gatti        | 27       | 7       |
| G. Lanino       | 13       | 0       |
| G. Nazario      | 1        | 0       |
| G. Pensotti     | 1        | 0       |
| P. Perotti      | 2        | 0       |
| E. Piazzano     | 5        | 0       |
| S. Piola        | 32       | 13      |
| F. Santagostino | 26       | 6       |
| E. Scansetti    | 34       | -60     |
| G. Seccatore    | 22       | 7       |
| M. Zanello      | 34       | 8       |